# Les bugaderes
Les bugaderes és un quadre de Joaquim Vayreda i Vila dipositat al Museu de la Garrotxa (Olot), el qual fou pintat l'any 1883.

## Context històric i artístic
Joaquim Vayreda i Vila va néixer l'any 1843 a Girona, fill d'una família carlina d'Olot, típica de la noblesa rural catalana. Enviat a Barcelona a estudiar, entrà en contacte amb Ramon Martí i Alsina, de qui va esdevenir el deixeble més destacat. Però des del seu primer viatge a París el 1871, en què conegué les obres dels pintors de l'Escola de Barbizon (Corot, Rousseau, Daubigny), abandonà el paisatge de tons locals del seu mestre i acollí les vaporositats i l'atmosfera del preimpressionisme francès.
Joaquim Vayreda fundà l'Escola Paisatgística d'Olot, acompanyat pel seu germà Marià, per Josep Berga i pels seus deixebles Melcior Domenge i Enric Galwey. Gràcies a ells, Olot pot ésser considerat el Barbizon català. Les seues petites pinzellades, preimpressionistes, que descriuen el paisatge de prats verds i humits, de pollancres i faigs i la llum grisa d'Olot, van ésser criticades pels qui van dir que eren "simples esbossos". El mateix Vayreda es defensa en una lletra del 1885:
| « | "Se m'ha titllat pels nostres crítics d'impressionista, i s'ha dit que mos quadres pequen d'abocetats. No diré que no tinguin raó els que tal cosa asseguren, però en els grans mestres he après que, en el paisatge sobretot, el que ens atrau i fascina és la impressió del conjunt." | » |

## Descripció
En Les bugaderes, Vayreda s'esforçà per reflectir, de memòria, la tendra penombra de l'espessor, sota els faigs i sobre l'aigua d'un rierol, on les fulles tremolen com surant en l'espai adormit. Les figures de les bugaderes, encara que apareixen en primer terme, semblen més aviat un pretext.